# زبان اشاره آلبانیایی
زبان اشاره آلبانیایی زبان اشاره‌ای است که توسط ناشنوایان و کم شنوایان در آلبانی استفاده می‌شود.